# Michael Stock
Michael Stock (Michał Sztok) (ur. 1725 w Wiedniu, zm. 31 grudnia 1810 w Lublinie) – niemiecki aptekarz i działacz municypalny Lublina.
Wykształcenie farmaceutyczne zdobył w Wiedniu. W 1751 r. przyjechał do Lublina, gdzie przyjął obywatelstwo miejskie i kupił kamienicę "Pod Lwami", w której założył aptekę. W latach 1757–1783 zasiadał w ławie miejskiej, w latach 1772-1773 pełniąc funkcję wójta, a w 1783 subdelegata. W 1784 został wybrany rajcą (urząd dożywotni), co było wielkim wyróżnieniem. W latach 1791–1792 pełnił obowiązki wiceprezydenta miasta. Udzielał się charytatywnie, leczył też nieodpłatnie ubogich.